# Pyrularia pubera
Pyrularia pubera är en sandelträdsväxtart som beskrevs av André Michaux. Pyrularia pubera ingår i släktet Pyrularia och familjen sandelträdsväxter. Inga underarter finns listade i Catalogue of Life.